# Pseudopterygium

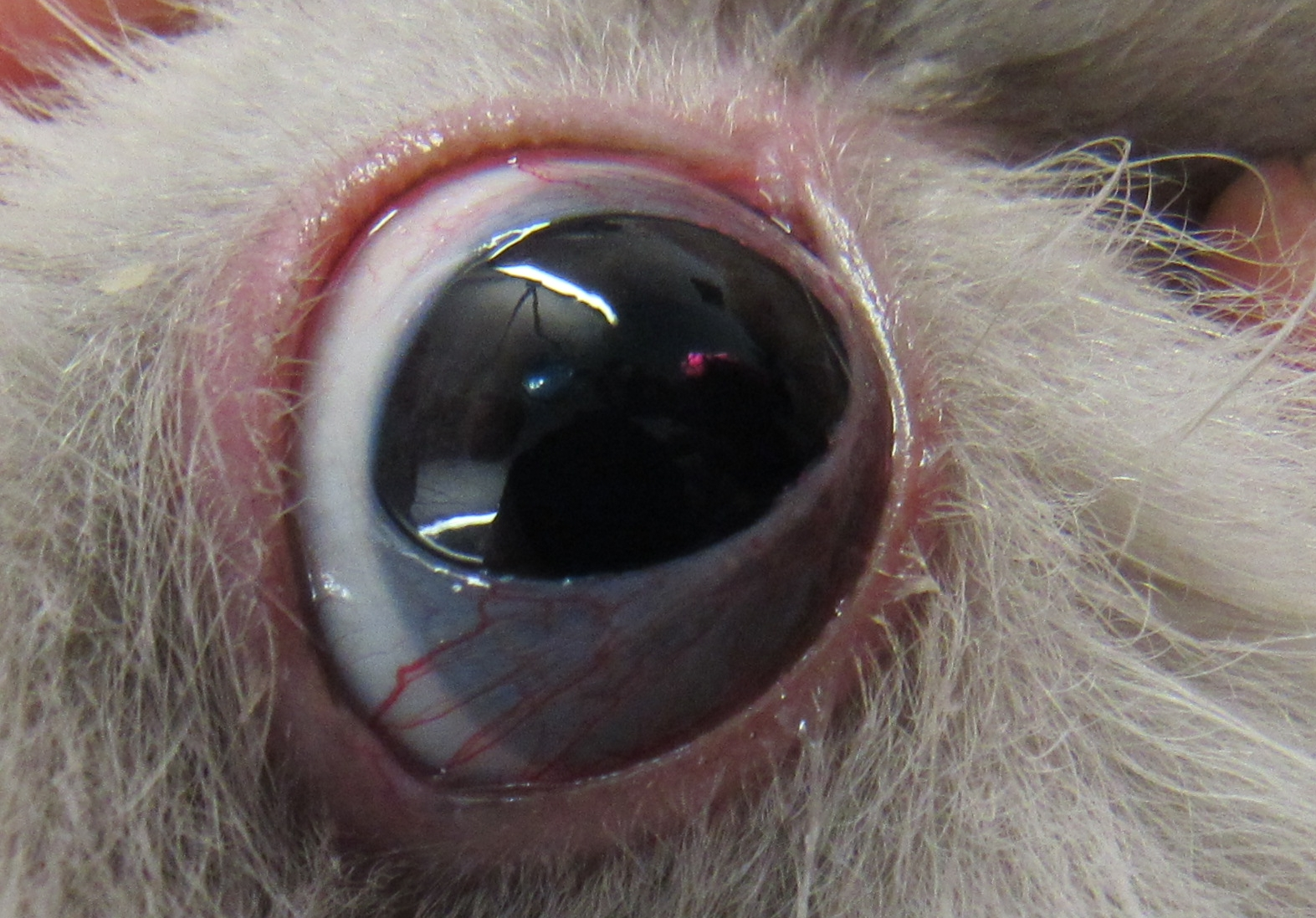
Pseudopterygium bei einem Kaninchen

Pseudopterygium (auch „Pseudo-Flügelfell“ oder präkorneale membranöse Korneaokklusion, siehe auch: Pterygium) ist eine vor allem bei Hauskaninchen auftretende Missbildung der Bindehaut. Die Fehlbildung wird vermutlich vererbt.
Beim Pseudopterygium reicht eine gräuliche Falte der Bindehaut, die aus Bindegewebe und feinen Blutgefäßen besteht, weit über die Hornhaut bis nahe an den Pupillenrand. Im Gegensatz zum Pterygium conjunctivae des Menschen findet allerdings keine Verwachsung mit der Hornhaut statt, das Pseudopterygium lässt sich also problemlos von der Hornhautoberfläche abheben.
Die Behandlung erfolgt chirurgisch durch Entfernen der überschüssigen Bindehautfalte und anschließender Behandlung mit einer kortisonhaltigen Augensalbe. Ein Rezidiv ist möglich.